# Estola obscurella
Estola obscurella är en skalbaggsart som beskrevs av Monné och Giesbert 1992. Estola obscurella ingår i släktet Estola och familjen långhorningar. Inga underarter finns listade i Catalogue of Life.